# Метрополітен Ресіфі
Метрополітен Ресіфі (порт. Metrô do Recife) — система ліній метрополітену в Ресіфі, Бразилія. Складається з двох ліній, довжиною в 39 500 метрів. Щодня перевозить понад 200 000 мешканців і гостей столиці штату Пернамбуку.

## Історія
Рішення щодо побудови метрополітену в Ресіфі було прийнято на початку 80-х років XX-го століття. В 1982 році міністерством транспорту Бразилії через кілька його державних корпорацій (бразильською залізницею, муніципальними транспортними структурами та муніципалітетами) були підписані остаточні установчі документи щодо оператора майбутнього метро та будівельними підрядниками.
В січні 1983 року було закладено перший камінь під будівництво метрополітену в штаті Пернабуку. А вже в лютому 1984 року затверджені всі угоди та документи із «Companhia Brasileira de Trens Urbanos», яка й управляє всією інфраструктурою метрополітену, інтегруючи його в усю транспортну систему Бразилії.
Першу лінію метро в Ресіфі було відкрито в 1985 році, яка з'єднувала центр міста із залізничним вокзалом в районі Камаражибі. А в 1987 році було добудовано додаткове відгалуження в Центральній, червоній гілці метро, яка тепер отримала свою позначку, помаранчеву.
Пізніше було прийнято рішення про спорудження другої лінії метро в Ресіфі — Південної (синя лінія). Яка була відкрита у 2005 році.
У 1988 році на баланс Ресіфі-метро було покладено додаткову лінію «Cabo ↔ Curado» із дизель-потягом.

## Лінії метро
| Лінія             | Кінцеві станції                  | Дата відкриття    | Протяжність | Кількість станцій | Тривалість їзди (хв.) | Графік руху               |
| ----------------- | -------------------------------- | ----------------- | ----------- | ----------------- | --------------------- | ------------------------- |
| Центр - 1         | Recife ↔ Camaragibe              | 11 березня 1985   | ---         | 15                | 28                    | щоднини (з 5.00 по 23.00) |
| Центр - 2         | Recife ↔ Jaboatao dos Guararapes | 29 серпня 1987    | ---         | 14                | 24                    | щоднини (з 5.00 по 23.00) |
| Південь           | Recife ↔ Cajueiro Seco           | 28 лютого 2005    | 14.3 km     | 13                | 25                    | щоднини (з 5.00 по 23.00) |
| Загалом (C1+C2+S) | Загалом (C1+C2+S)                | Загалом (C1+C2+S) | 39.5 km     | 29                | ---                   | ---                       |

Окрема наземна лінія із дизель-потягом
| Лінія              | Кінцеві станції                                                 | Дата відкриття | Протяжність | Кількість станцій | Тривалість їзди (хв.) | Графік руху                             |
| ------------------ | --------------------------------------------------------------- | -------------- | ----------- | ----------------- | --------------------- | --------------------------------------- |
| Diesel light rail* | Cabo de Santo Agostinho ↔ Cajueiro Seco; Cajueiro Seco ↔ Curado | 2012           | 31.5 km     | 8                 | 54                    | з понеділка по суботу (з 5.00 по 20.00) |